# Hydrophylita bachmanni
Hydrophylita bachmanni is een vliesvleugelig insect uit de familie Trichogrammatidae. De wetenschappelijke naam is voor het eerst geldig gepubliceerd in 1964 door De Santis.